# Cianamida
La cianamida es un nitrilo en el que al cianuro de hidrógeno el átomo de hidrógeno ha sido reemplazado por un grupo amino. Tiene un papel como inhibidor de la Aldehído deshidrogenasa (NAD+) (EC 1.2.1.3). Es un ácido conjugado de una cianamida (2-). Es un compuesto de cianuro blanco que es ampliamente utilizado en la agricultura y la producción de productos farmacéuticos y otros compuestos orgánicos. A menudo se emplea como la sal de calcio (cianamida cálcica, CaCN2), a veces también conocida simplemente como cianamida. La sal de calcio citrada se usa en el tratamiento del alcoholismo. Los derivados de este compuesto también se denominan cianamidas.

## Tautómeros y autocondensaciones
Al contener tanto un sitio nucleofílico como electrofílico dentro de la misma molécula, la cianamida sufre varias reacciones consigo misma. La cianamida existe como dos tautómeros, uno con la conectividad N≡C–NH2 (tautómero "nitrilo-amina") y el otro con la fórmula HN=C=NH (tautómero "carbodiimida"). La forma N≡C-NH2 domina, pero en algunas reacciones (por ejemplo, sililación) la forma de diimida parece ser dominante.
La cianamida se dimeriza para dar 2-cianoguanidina (diciandiamida). Esta dimerización es desfavorable por los ácidos y es inhibida por las bajas temperaturas. El trímero cíclico se llama melamina.

## Producción
La cianamida se produce por hidrólisis de la cianamida de calcio, que a su vez se prepara a partir del carburo de calcio a través del proceso Frank-Caro:
{\displaystyle \mathrm {CaCN_{2}+H_{2}O+CO_{2}\ \rightarrow \ H_{2}NCN+CaCO_{3}} }
La conversión se realiza en suspensiones concentradas. En consecuencia, la mayoría de las cianamidas comerciales se venden como una disolución acuosa.
Si se deja que el cloruro de cianógeno reaccione con el amoníaco, también se forma cianamida, que está en equilibrio con la carbodiimida:
{\displaystyle \mathrm {Cl{-}C{\equiv }N\ +\ NH_{3}\ {\xrightarrow {-HCl}}\ } } {\displaystyle \mathrm {\ H_{2}N{-}C{\equiv }N\ \rightleftharpoons \ HN{=}C{=}NH} }

## Reactividad y usos
La cianamida puede considerarse como un fragmento de carbono único funcional que puede reaccionar como un electrófilo o nucleófilo. La reacción principal exhibida por la cianamida implica la adición de compuestos que contienen un protón ácido. El agua, el sulfuro de hidrógeno y el seleniuro de hidrógeno reaccionan con la cianamida para dar urea, tiourea y selenourea, respectivamente:
H2NCN + H2E → H2NC(E)NH2 (E = O, S, Se)
De esta manera, la cianamida se comporta como un agente de deshidratación y, por lo tanto, puede inducir reacciones de condensación. Los alcoholes, los tioles y las aminas reaccionan de forma análoga para dar alquiloureas, "pseudotioureas" y guanidinas. El medicamento contra la úlcera cimetidina se genera utilizando dicha reactividad. Las reacciones relacionadas explotan la bifuncionalidad de la cianamida para dar heterociclos, y esta última reactividad es la base de varias síntesis farmacéuticas como la aminopirimidina imatinib) y los agroquímicos amitrol y hexazinona. El tratamiento de pérdida de cabello minoxidil y los antihelmínticos albendazol, flubendazol y mebendazol presentan subestructuras de 2-aminoimidazol derivadas de la cianamida. La cianamida también se usa en la síntesis de otros medicamentos farmacéuticos, como la tirapazamina, etravirina, revaprazán y dasantafil.
Un método conveniente para la preparación de aminas secundarias que no están contaminadas con aminas primarias o terciarias es la reacción de la cianamida con haluros de alquilo para dar N,N-dialquilcianamidas que pueden hidrolizarse fácilmente a dialquilaminas y luego descarboxilarse. La cianamida se agrega en presencia de N-bromosuccinimida a dobles enlaces olefínicos. El producto de adición se convierte por bases en N-cianaziridina, ciclada en presencia de ácidos en imidazolinas, que pueden reaccionar aún más a las diaminas vecinales por escisión alcalina.
La cianamida también es un componente sintético versátil para heterociclos: forma 2-aminobencimidazol con 1,2-diaminobenceno y forma con la enamina cíclica 4-(1-ciclohexenil)morfolina fácilmente disponible y con azufre elemental a 2-aminotiazol con buenos rendimientos.
La dicianamida de sodio está disponible con buen rendimiento y alta pureza a partir de cianamida y cloruro de cianógeno, que es adecuado como intermedio de reacción para la síntesis de ingredientes farmacéuticos activos. Se introduce un grupo guanidino por reacción de cianamida con sarcosina en la síntesis industrial de creatina:
Esta ruta de síntesis evita principalmente impurezas problemáticas como el ácido cloroacético, el ácido iminodiacético o la dihidrotriazina que se producen en otras rutas. El precursor fisiológico guanidinoacético se obtiene de forma análoga haciendo reaccionar cianamida con glicina.
Desde mediados de la década de 1960, existen métodos para estabilizar la cianamida para que esté disponible a escala industrial. Debido a la fuerte afinidad hacia la autocondensación en medios alcalinos (véase más arriba), las disoluciones de cianamida se estabilizan mediante la adición de un 0,5% en peso de fosfato monosódico como tampón. La cianamida sólida se produce mediante la evaporación cuidadosa del disolvente y la posterior adición de un éster lábil de hidrólisis del ácido fórmico. El éster absorbe trazas de humedad (supresión de la formación de urea), neutraliza la alcalinidad (amoníaco) y libera continuamente pequeñas cantidades de ácido fórmico.

### Uso agrícola
La cianamida, bajo el nombre comercial de Dormex, es un agente de ruptura del descanso agrícola común que se aplica en primavera para estimular la apertura uniforme de los brotes, la foliación temprana y la floración. La cianamida puede compensar efectivamente la moderada falta de unidades de enfriamiento acumuladas en el otoño anterior y ahorrar la cosecha que de otro modo se perdería. Es particularmente efectivo para plantas leñosas como bayas, uvas, manzanas, duraznos y kiwi. La sobredosis, la alta concentración y el error en el momento de la aplicación pueden dañar los brotes (especialmente de los melocotoneros).

## Seguridad
La cianamida tiene una modesta toxicidad en humanos. Se ha informado que la exposición en el lugar de trabajo a aerosoles de cianamida de hidrógeno o la exposición a personas que viven cerca de la pulverización causan irritación respiratoria, dermatitis de contacto, dolor de cabeza y síntomas gastrointestinales de náuseas, vómitos o diarrea.